# Franco Mulakkal
Franco Mulakkal (Malayalam ഫ്രാങ്കോ മുളയ്ക്കൽ; * 25. März 1964 in Mattam, Indien) ist ein indischer Geistlicher und emeritierter römisch-katholischer Bischof von Jalandhar. 2022 wurde er – nicht rechtskräftig – aus Mangel an Beweisen vom Vorwurf der Vergewaltigung einer Nonne freigesprochen. Seit April 2022 läuft das Strafverfahren in zweiter Instanz.

## Leben

### Geistliche Laufbahn
Franco Mulakkal empfing am 21. April 1990 die Priesterweihe.
Papst Benedikt XVI. ernannte ihn am 17. Januar 2009 zum Titularbischof von Chullu und Weihbischof in Delhi. Der Erzbischof von Delhi, Vincent Michael Concessao, spendete ihm am 21. Februar desselben Jahres die Bischofsweihe; Mitkonsekratoren waren Andrews Thazhath, Erzbischof von Trichur, und Anil Joseph Thomas Couto, Bischof von Jalandhar.
Am 13. Juni 2013 ernannte Papst Franziskus Mulakkal zum Bischof von Jalandhar. Am 4. August 2013 wurde er in sein Amt eingeführt.
Am 21. September 2018 ernannte Papst Franziskus den emeritierten Weihbischof Agnelo Rufino Gracias aus Bombay zum Apostolischen Administrator sede plena des Bistums Jalandhar. Die Jurisdiktion Franco Mulakkals als Diözesanbischof ruhte seither, auch wenn Mulakkal Juni 2022 der Presse gegenüber seine Absicht zur Rückkehr in das Amt bekanntgab. Am 1. Juni 2023 nahm Papst Franziskus seinen Amtsverzicht an.

### Strafverfahren
Im Juli 2018 wurde Mulakkal wegen 13-facher Vergewaltigung einer Nonne in einem Kloster der Missionare Jesu im Zeitraum 2014–2016 angeklagt. 2018 wurden Dateien veröffentlicht, die belegen sollten, dass der Bischof erfolglos auf Rücknahme der Strafanzeige gedrängt und dafür Gegenleistungen angeboten habe. Im September 2018 fand in Kochi im Bundesstaat Kerala eine Protestveranstaltung statt, auf der die Teilnehmer, darunter sieben katholische Ordensschwestern, die sofortige Verhaftung von Bischof Mulakkal forderten. Der dem Bischof unterstehende Orden distanzierte sich von den Vorwürfen der sexuellen Belästigung dreier Frauen sowie der wiederholten Vergewaltigung und der Demonstration. Pinarayi Vijayan, der Ministerpräsident des Bundesstaats Kerala, ließ durch Presseverantwortliche erklären, dass er auf der Seite des Opfers stehe. Ab dem 15. September 2018 ließ Mulakkal sein Amt ruhen, ohne einen Amtsverzicht zu erklären. Am 21. September 2018 wurde er in Kerala verhaftet. Im Oktober 2018 lehnte der Oberste Gerichtshof Keralas eine Freilassung auf Kaution zunächst ab.
Mehrere Zeugen, die gegen Mulakkal ausgesagt hatten, gaben an, bedroht worden zu sein. Am 15. Oktober 2018 wurde der Bischof gegen Kaution freigelassen. Am 22. Oktober 2018 wurde der zuvor bedrohte Priester Kuriakose Kattuthara, ein Hauptbelastungszeuge gegen Mulakkal, in Hoshiarpur im Punjab nach einem mutmaßlichen Herzstillstand tot aufgefunden. Kattutharas Familie gab an, der Priester habe nicht unter Herzerkrankungen gelitten, und forderte eine Obduktion, um die Todesursache zu überprüfen. Ob ein Tötungsdelikt oder natürlicher Tod vorlag, konnte nicht umgehend geklärt werden. Der Bruder, der Cousin und der Neffe des verstorbenen Priesters erstatteten Strafanzeige gegen Mulakkal wegen Bedrohung und seelischer Folter. Die Polizei leitete ein Todesermittlungsverfahren ein. Das Bistum Jalandhar verweigerte Mulakkal im November 2018 die Übernahme der Kosten für die Strafverteidigung.
Die Nonne Lisy Vadakkayil gab im Februar 2019 an, wegen ihrer Aussagen gegen Mulakkal Opfer von Folter und Freiheitsberaubung im katholischen Kloster Muvattupuzha geworden zu sein. Am 10. April 2019 wurde Mulakkal wegen Vergewaltigung, Nötigung und Freiheitsberaubung angeklagt; im Fall einer Verurteilung drohte ihm eine lebenslange Freiheitsstrafe. Er bezeichnete die Strafanzeige als Racheakt für disziplinarische Maßnahmen, die er verhängt habe. Im Februar 2020 wurde er von einer weiteren Ordensfrau wegen sexueller Belästigung beschuldigt. Am 7. August 2020 wurde Mulakkal gegen Kaution und unter strengen Auflagen aus der Untersuchungshaft entlassen. Der Prozess vor dem Bezirksgericht in Kottayam begann im August 2020. Im Gegensatz zu früheren Auftritten vor Gericht erschien Mulakkal ohne bischöfliche Insignien.
Am 31. Oktober 2020 verhaftete die indische Polizei am Stadtrand von Kochi den Vorsitzenden des kirchennahen Indian Catholic Forum, Kennedy Karimpinkalay, unter dem Vorwurf, fünf Belastungszeuginnen gegen Mulakkal und sein mutmaßliches Opfer vielfach im Internet bedroht zu haben. Am 6. November 2020 wurde das Strafverfahren gegen Mulakkal vom obersten Gericht Indiens gegen Mulakkals Willen für zulässig erklärt. Die Anklagepunkte lauteten „Freiheitsberaubung, unnatürlicher Sex, Geschlechtsverkehr mit Abhängigen, Machtmissbrauch zum Geschlechtsverkehr und strafbare Einschüchterung“. Im Dezember 2020 kam es in Kerala zu Protesten, weil der Bischof auf dem Bistumskalender des Erzbistums Trichur für 2021 abgebildet worden war. Die katholische Kirche verteidigte die Abbildung und die Nennung des Bischofsgeburtstags unter Hinweis auf die Unschuldsvermutung und das nicht aufgehobene Bischofsamt. Bei Protesten von Katholiken unter Beteiligung des Save Our Sisters Action Council wurden Exemplare des Kalenders verbrannt.
Im März 2021 wurden vier Nonnen, darunter das mutmaßliche Vergewaltigungsopfer, und Bischof Kurian Valiakandathil von Bhagalpur, der die Betroffenen unterstützt hatte, vom Distriktsgericht Kottayam als Zeugen vernommen. Am 14. Januar 2022 sprach das Gericht Mulakkal erstinstanzlich in sämtlichen Anklagepunkten aus Mangel an Beweisen frei. Die Anwälte der Nonne kündigten Berufung gegen den Freispruch an. Die Berufung wurde im März 2022 eingelegt. Die Regierung des Bundesstaates ließ das Rechtsmittel zu. Im April 2022 nahm das Obergericht in Kochi die Berufungen der Nonne und der Staatsanwaltschaft zur Entscheidung an.